# Via dei frati

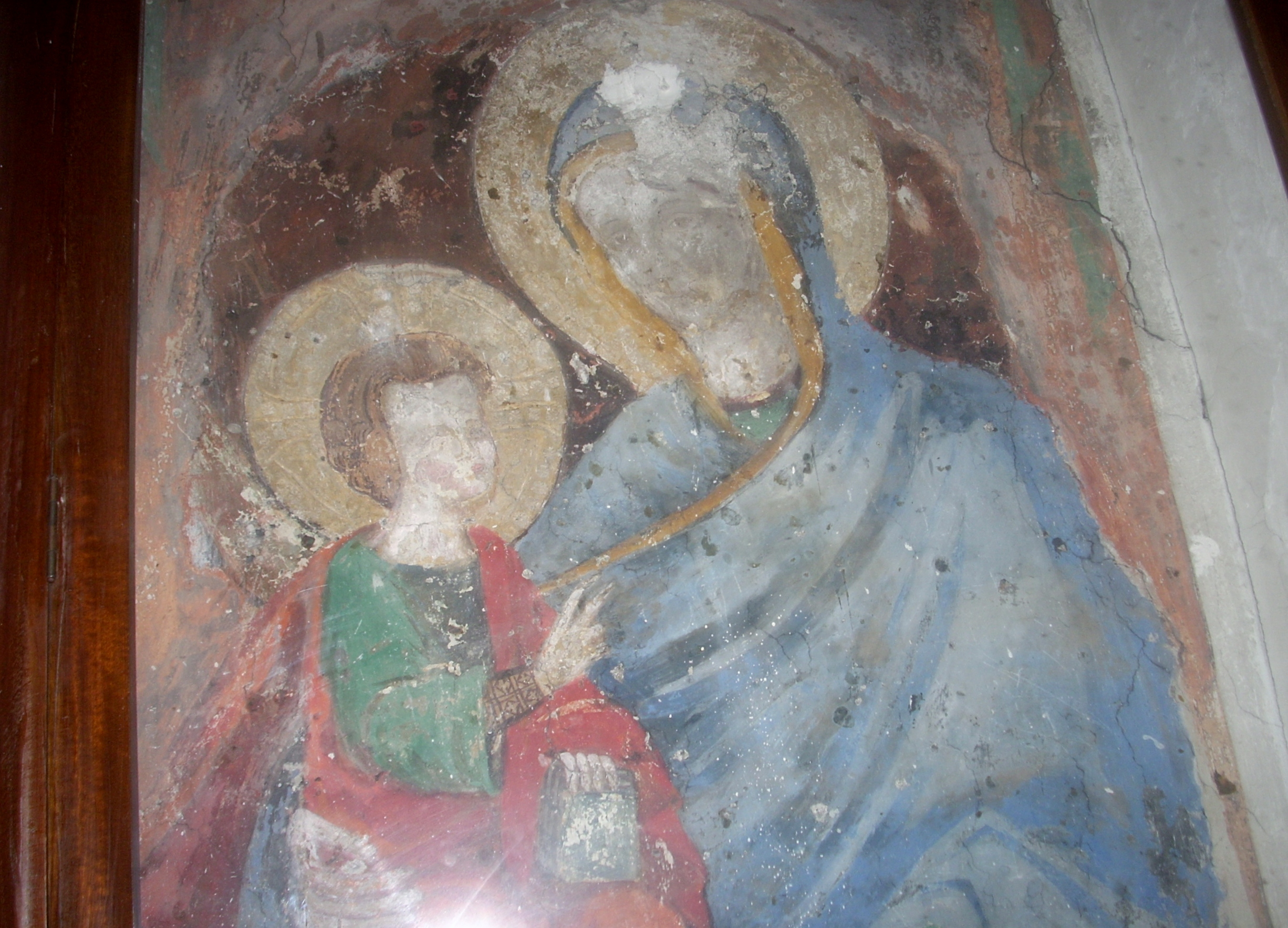
Affresco bizantino della Madonna col Bambino proveniente dal Santuario di Gibilmanna

L’umiltà e la povertà del Signore nostro Gesù Cristo” che non “si vergognò; e fu povero e ospite, e visse di elemosine lui e la beata Vergine e i suoi discepoli.»
(Fonti francescane - Capitolo IX, L’elogio della mendicità.)
La Via dei Frati trae ispirazione dai camminamenti fatti, in epoche passate, da parte dei frati mendicanti o monaci di cerca; esso è un antico percorso viario di interesse religioso e naturalistico, che si snoda tra Caltanissetta e Cefalù, in Sicilia. Il cammino si sviluppa lungo 166 km che diventano 201 km sommando tutte le varianti.

## Storia
Questo cammino si è ispirato al percorso dei Frati che in epoche passate per secoli hanno solcato a piedi o sul dorso di muli le montagne e le campagne siciliane per chiedere la cerca, ovvero la questua da portare nei loro conventi di provenienza.
Inoltre, è noto come i pellegrini che andavano in Terra Santa; una volta giunti a Polizzi Generosa proseguivano in direzione di Isnello fino a Cefalù da dove si imbarcavano per Messina per poi raggiungere il Santo Sepolcro.
Nel 2017 i comuni della Via dei Frati,  insieme ad enti ed associazioni, hanno riconosciuto il loro patrocinio alla Via.
La Via dei Frati è entrata a far parte di realtà associative siciliane e nazionali quali la Rete delle Vie Sacre di Sicilia e dei Cammini del Sud.
Il cammino nasce da un'idea di Santo Mazzarisi dopo sue precedenti esperienze di "cammino" attraverso il Cammino di Santiago di Compostela nel 2013, poi nel 2014 verso Assisi partendo dalla Verna e nel 2015 sul Cammino di San Benedetto.
Il cammino della Via dei Frati è inserito, insieme ad altri cammini, nella Rete dei camminamenti lenti che fanno parte del Primo parco mondiale dello stile di vita mediterraneo.

## Descrizione
Questa via si sviluppa a partire dalla città di Caltanissetta, nella Sicilia interna, fino alla cittadina marittima di Cefalù; si sviluppa in 8 tappe attraversando la catena montuosa delle Madonie. Esiste anche un percorso alternativo, della prima tappa, detta variante delle miniere, tappa che parte dalla cittadina di San Cataldo.
Durante la primavera fino all’autunno il cammino può coincidere con le feste patronali dei comuni attraversati, ciò permette di apprezzare al meglio lo spirito del cammino.

## Tappe
Il cammino si sviluppa in 8 tappe di difficoltà da medio a elevata, con una quota massima di oltre 1.500 slm:
1. Caltanissetta - Marianopoli 24,26 km
2. Marianopoli - Resuttano 23,0 km
3. Resuttano - Polizzi Generosa 23 km
4. Polizzi Generosa - Petralia Sottana 18 km
5. Petralia Sottana - Gangi 15 km
6. Gangi - Geraci Siculo 13 km
7. Geraci Siculo - Castelbuono 22 km
8. Castelbuono - Cefalù 26 km

Il percorso prevede tappe alternative:
- Variante n. 1 o variante delle miniere da San Cataldo a Marianopoli 22 km
- Variante n. 2 o variante invernale della tappa n. 3 di 2,8 km
- Variante n. 3 o variante invernale della tappa n. 4 di 8,0 km
- Variante n. 4 o variante dei pellegrini della tappa n. 8 di 4,8 km

## Segnaletica
La segnaletica sarà realizzata grazie ad un finanziamento, legato alla sottomisura 7.5 del Programma di sviluppo rurale (PSR) Sicilia 2014/2020 che prevede il: «Sostegno ad investimenti di fruizione pubblica in infrastrutture ricreative, informazioni turistiche ed infrastrutture turistiche su piccola scala.»

## La Credenziale
La Credenziale, Passaporto del Pellegrino viene inviata dalla Associazione Amici della Via dei Frati via posta o consegnata alla partenza. Nelle Chiese principali o nei comuni o negli uffici turistici sarà possibile ottenere il Timbro sulla credenziale della tappa fatta.

## IlTestimonium
Ai pellegrini che hanno percorso almeno 100 km sulla Via dei Frati, sia a piedi o in bici o a cavallo, viene concesso il Testimonium di fine Cammino.

## L’Associazione Amici della Via dei Frati
L’Associazione Amici della Via dei Frati è una realtà non profit nata nel 2018 che ha come mission far crescere l’idea progettuale del Cammino Siciliano da Caltanissetta a Cefalù denominato La Via dei Frati. Dal 8 Marzo 2019 con il n. 2150 l’Associazione è iscritta nella sezione socio - culturale ed educativa del Registro Generale Regionale delle Organizzazioni di volontariato della Regione Siciliana.